# Leszek Engelking
Leszek Maria Engelking (n. 2 februarie 1955, Chorzów, Polonia – d. 22 octombrie 2022, Pruszków, Mazovia, Polonia) a fost un poet, prozator, eseist, critic literar, profesor universitar și traducător polonez. 

## Operă

### Poezie
- 1979: Autobus do hotelu Cytera
- 1991: Haiku własne i cudze
- 1994: Mistrzyni kaligrafii i inne wiersze
- 1997: Dom piąty
- 2000: I inne wiersze
- 2011: Muzeum dzieciństwa
- 2013: Komu kibicują umarli?
- 2016: Suplement

### Proză
- 2007: Szczęście i inne prozy

### Traduceri
- Michal Ajvaz
- Gerardo Beltrán
- Ivan Blatný
- Egon Bondy
- Jorge Luis Borges
- Charles Bukowski
- Basil Bunting
- Richard Caddel
- Karol Chmel
- Hilda Doolittle
- Federico García Lorca
- Nicolai Gumiliov
- Daniela Hodrová
- Vladimír Holan
- Miroslav Holub
- Pavol Országh Hviezdoslav
- Juana Inés de la Cruz
- Milena Jesenská
- Ladislav Klíma
- Ludvík Kundera
- Abel Murcia
- Vladimir Nabokov
- Oleg Pastier
- Ezra Pound
- Christopher Reid
- Jaroslav Seifert
- Jáchym Topol
- Maksimilian Voloșin
- Jaroslav Vrchlický
- Oldřich Wenzl
- Ivan Wernisch
- William Butler Yeats

## Legături externe
Materiale media legate de Leszek Engelking la Wikimedia Commons